# Rhipidia (Eurhipidia) endecamera
Rhipidia (Eurhipidia) endecamera is een tweevleugelige uit de familie steltmuggen (Limoniidae). De soort komt voor in het Afrotropisch gebied.